# Different (musikalbum)
Different är den belgiska sångerskan Kate Ryans debutalbum, utgivet 2002.

## Spårlista
1. "Scream for More" (Andy Janssens, Kate Ryan) - 4:01
2. "Désenchantée" (Laurent Boutonnat, Mylène Farmer) - 3:37
3. "UR (My Love)" (Janssens, Ryan) - 3:46
4. "So in Love" (Janssens, Ryan, Shamrock, Phil Wilde) - 4:03
5. "Free Your Mind" (Nina Babet, Wilde) - 5:09
6. "In Your Eyes" (Babet, Janssens, Wilde) - 6:01
7. "One Happy Day" (Janssens, Ryan) - 4:29
8. "Lift Me Higher" (Ryan, Wilde) - 3:30
9. "Through the Eyes" (Janssens, Ryan) - 3:45
10. "Got to Move On" (Ryan, Wilde) - 3:50
11. "Head Down" (Ryan) - 4:10
12. "Magical Love" (Janssens, Ryan) - 3:46
13. "Mon cœur résiste encore" (Scream for More) (Thierry Bidjeck, Janssens, Ryan) - 4:02
14. "Nos Regards Qui M'Enflamment" (In Your Eyes) (Babet, Bidjeck, Janssens) - 3:58
15. "Ne Baisse Pas La Tête" (Head Down) (Marcus Gibson, Ryan) - 4:07

### Återutgåva
1. "Désenchantée" - 3:37
2. "UR (My Love)" - 3:46
3. "Mon Cœur Résiste Encore" (Radio Edit) - 3:47
4. "Libertine" (Radio Edit) - 3:13
5. "So in Love" - 4:03
6. "Free Your Mind" - 5:09
7. "Head Down" - 4:10
8. "Scream for More" (Radio Edit) - 3:49
9. "In Your Eyes" (Radio Edit) - 3:11
10. "One Happy Day" - 4:29
11. "Lift Me Higher" - 3:30
12. "Through the Eyes" - 3:45
13. "Nos Regards Qui M'Enflamment" - 3:58
14. "Got to Move On" - 3:50
15. "Ne Baisse Pas La Tête" - 4:07
16. "Magical Love" - 3:46